# Thamnochortus obtusus
Thamnochortus obtusus är en gräsväxtart som beskrevs av Neville Stuart Pillans. Thamnochortus obtusus ingår i släktet Thamnochortus och familjen Restionaceae. Inga underarter finns listade i Catalogue of Life.